# لويس فرناندو أوتشوا
لويس فرناندو أوتشوا (بالإسبانية: Luis Fernando Ochoa)‏ هو منتج أسطوانات وملحن كولومبي، ولد في 16 أغسطس 1968.

## روابط خارجية
- لويس فرناندو أوتشوا على موقع IMDb (الإنجليزية)
- لويس فرناندو أوتشوا على موقع ميوزك برينز (الإنجليزية)
- لويس فرناندو أوتشوا على موقع أول ميوزيك (الإنجليزية)
- لويس فرناندو أوتشوا على موقع ديسكوغز (الإنجليزية)